# Matthäus Ensinger

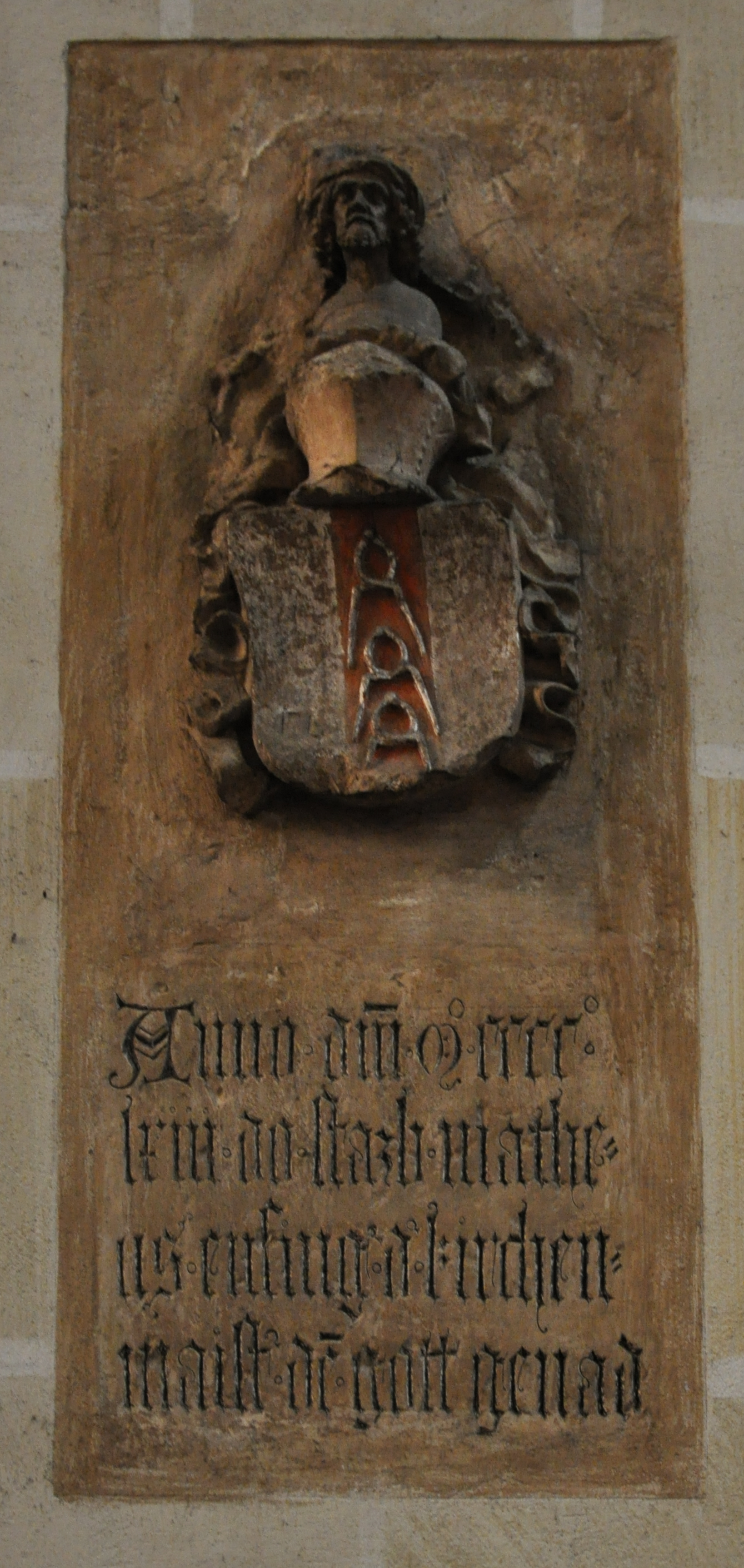
Gedenkstein mit Meisterbildnis und Wappen (Ulmer Münster)

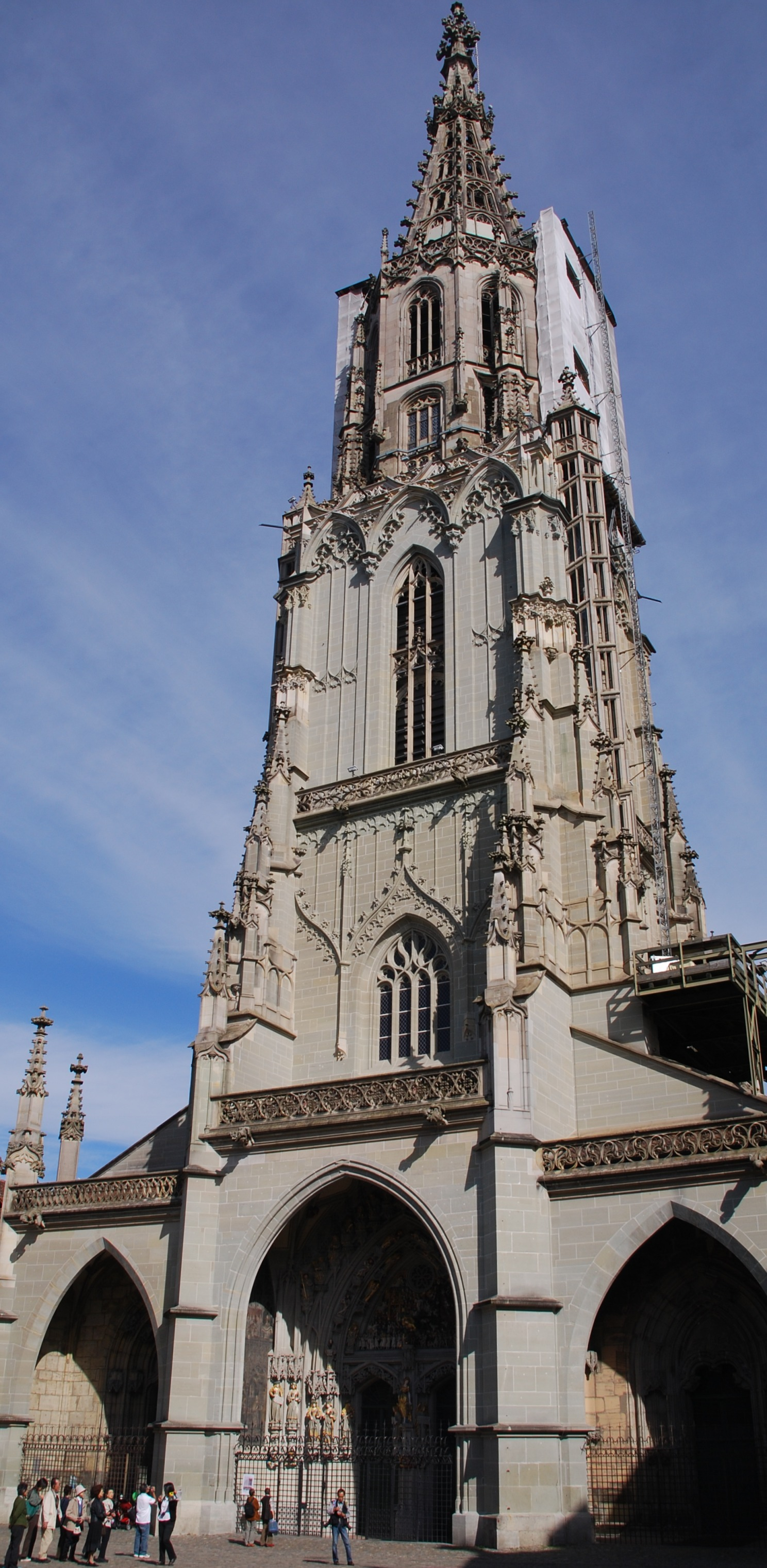
Berner Münster

Matthäus Ensinger (* 1390 in Ulm; † 1463 ebenda) war ein Baumeister der süddeutschen Gotik und Sohn des Ulrich von Ensingen. Matthäus Ensinger gehörte zur schwäbischen Baumeisterfamilie Ensinger.

## Werk
Ensinger war unter Leitung seines Vaters am Bau des Nordturms des Straßburger Münsters beteiligt. Nach dessen Tod ging er um 1420 nach Bern, wo er bis 1453 die Bauleitung des Berner Münsters innehatte. Sein Bruder Mathias war sein Polier. Im Jahre 1421 legte er den Grundstein für das Berner Münster. 1430 erhielten Matthäus und sein jüngster Bruder Mathias das Erbe ihres Bruders Kaspar. Ab 1430 setzte Matthäus mit Vincenz, seinem Sohn aus erster Ehe mit einer unbekannten Bernerin, den Bau des Turms der Esslinger Frauenkirche fort und 1435 war er Mitglied des großen Rats von Bern. Von 1450 bis 1451 war er Werkmeister des Straßburger Münsters und gegen Ende dieses Jahres in Ulm beschäftigt. Von ihm ist ein 3,05 Meter hoher und 0,65 Meter breiter fünfblättriger Riss des Ulmer Münsterturms mit seinem Steinmetzzeichen bekannt. In Ulm baute er große Teile des Hauptturms und der Seitentürme. Matthäus Ensinger wird auch die 1458 gestiftete Valentinskapelle auf dem südlichen Münsterplatz neben dem Ulmer Münster zugeschrieben. Matthäus blieb bis zu seinem Tod im Jahre 1463 in Ulm.
Für die Kirche St. Leonhard in Basel fertigte er 1433/34 hölzerne Schreinfiguren des Heilsspiegelaltars von Konrad Witz, die sich nicht erhalten haben.

## Söhne
Er hatte zwei Söhne, Vincenz Ensinger und Moritz Ensinger. Vincenz war Werkmeister am Straßburger, Konstanzer und Berner Münster. Moritz war sein unmittelbarer Nachfolger als Dombaumeister in Ulm, der den Lichtgaden und das Gewölbe des Mittelschiffs um 1470 schloss und 1482 starb. Jahre zuvor hatte ihn bereits Matthäus Böblinger ersetzt.